# جيمس س. غيرينوغ
جيمس س. غيرينوغ (بالإنجليزية: James C. Greenough)‏ هو كاتب أمريكي، ولد في 15 أغسطس 1829 في Wendell, Massachusetts ‏ في الولايات المتحدة، وتوفي في 4 ديسمبر 1924 في ويستفيلد في الولايات المتحدة.